# Jeff Wittenberg
 (janvier 2020).
Jeff Wittenberg, né le 15 mai 1965 à Sète (Hérault), est un journaliste politique français. Il travaille à France 2 depuis 1994.

## Biographie
De 1979 à 1983, il fréquente le lycée Docteur-Lacroix (voie générale) à Narbonne[réf. souhaitée]. Depuis 1989, il est diplômé du Centre de formation des journalistes de Paris. Il a collaboré successivement à Midi Libre, La Cinq, Europe 2, France Musique et France Culture avant d'intégrer France 2.

## Journaliste politique à France 2
Déjà en 1995, Jeff Wittenberg présente l'arrivée de Jacques et Bernadette Chirac à Sarran, en Corrèze, où le couple a voté pour l'élection présidentielle.
Le 21 avril 2002, il est le premier journaliste à laisser entrevoir l'élimination de Lionel Jospin au premier tour de l'élection présidentielle.
En 2003, il est l'un des interviewers réguliers de l'émission 100 minutes pour convaincre présentée par Olivier Mazerolle. En 2004, il réalise pour le magazine Envoyé spécial un grand portrait de Ségolène Royal. En 2008, il couvre la victoire de Martine Aubry comme première secrétaire du PS et les contestations de Ségolène Royal. Martine Aubry a pour difficile mission selon lui de réconcilier le parti.
De 2012 à 2014, Jeff Wittenberg collabore à Des paroles et des actes. Lors de l'émission du jeudi 25 octobre 2012, Jeff Wittenberg a soumis les deux rivaux aux trois mêmes questions : Célébreriez-vous un mariage homosexuel ? Soutiendriez-vous une intervention de la France au Mali ? Une mesure du gouvernement Ayrault trouve-t-elle grâce à vos yeux ? Jean-François Copé « aurait adoré retenir une mesure du gouvernement qui [lui] convienne », mais il n'a pas trouvé, alors que François Fillon a délivré un satisfecit à la Banque publique d'investissement.
Présent dans les journaux télévisés de 13h et 20h de France 2, 12-13 et 19-20 de France 3, dans les émissions spéciales de l'information et les grandes soirées électorales, Jeff Wittenberg a participé à l'émission Questions politiques sur France Inter et collabore aujourd'hui à l'émission d'Axel de Tarlé L'info s'éclaire sur France Info (chaîne de télévision).
Jeff Wittenberg a conduit de nombreuses formations dans les écoles de journalisme, en particulier au CFJ et à l’IFP (Institut Français de Presse) 

## Les 4 vérités
Dans son émission Les 4 vérités, que Jeff Wittenberg présente tous les vendredis et samedis et en joker de Thomas Sotto, il a reçu de nombreuses personnalités dont :
- François Hollande (4 juillet 2007)
- Laurent Fabius (15 décembre 2009)[3]
- Jean-Luc Mélenchon[4]
- Éric Besson (2 janvier 2008)[5]
- Éric Ciotti (29 juillet 2011)[6]
- Hervé Morin (6 juillet 2018)
- Ségolène Royal (3 janvier 2008)[7]
- Chantal Jouanno (22 octobre 2009)[8]
- Fleur Pellerin (26 décembre 2013)
- Bruno Le Maire (27 septembre 2019)
- Emmanuel Macron (21 octobre 2014)
- Jacques Toubon (22 décembre 2015)
- François Asselineau (17 mai 2019)
- Julien Denormandie (11 janvier 2019)
- Marine Le Pen (25 octobre 2019)
- Gilles Le Gendre (6 mars 2020)
- Yaël Braun-Pivet
- Stéphane Séjourné
- Jordan Bardella
- Gabriel Attal

## Reportages
- « La France : une arrogante solitude ? » [20 min 26 s] diffusé le 13 octobre 2008 pour Un œil sur la planète.
- « Journée François Hollande » [2 min 22 s] diffusé le 13 juin 2002 pour le journal de 13 h[9].
- « Jacques Chirac vote à Sarran » [1 min 50 s] diffusé le 7 mai 1995[1].
- « L'université d'été du PS à la Rochelle » [1 min 46 s] diffusé le 27 août 2010 pour le Journal de 20 h de France 2[10].
- « Défaite de la gauche » [2 min 16 s] diffusé le 8 août 2009 pour le Journal de 13 h de France 2[11].

## Vainqueur du prix franco-allemand du Journalisme 2009 dans la catégorie Télévision
Dans la catégorie Télévision, le prix est attribué à Jeff Wittenberg et Jean-Marie Lequertier pour leur reportage « La France : une arrogante solitude ? », une production de l’émission Un œil sur la planète de France 2.